# Masahiro Kobayashi
Masahiro Kobayashi (小林 正寛 Kobayashi Masahiro?) es un actor y seiyū japonés de Yakumo, Hokkaido.  

## Carrera
En 1995, se inscribió en la Compañía de Teatro Seinenza. Los papeles más notables de Masahiro incluyen Barret Wallace y Ryid Uruk de la serie de videojuegos Final Fantasy. 

## Filmografía

### TV
- Seija no Kōshin (1998), Tatsuo Inose
- GTO (1998), Hajime Hakamada
- Kansatsui: Akiko Murō (1998), Detective Kita
- Kamen Rider Kabuto (2006), Negishi
- Gonzō: Densetsu no Keiji (2008), Detective Morioka
- Shōni Kyūmei (2008, episodio 2), Asaoka
- Samurai High School (2009), Tetsuhiko Hirano
- Promesa de Iyashi-ya Chirico (2015), oficial de Tokigawa Atsuya[1]
- Mikaiketsu Jiken: File. 05 (2016), Kunihiro Matsuo

### Películas
- Godzilla, Mothra, King Ghidorah: Daikaijū Sōkōgeki (2001), Teruaki Takeda
- Koi Suru Kanojo, Nishi e (2008), Yamashita

### Anime
- Detective Conan (1996), Katsumi Yamada.
- Hajime no Ippo (2000), Jason Ozuma

### OVAs
- Final Fantasy VII: Advent Children (2005), Barret Wallace[2][3]

### Videojuegos
- Jak and Daxter: The Precursor Legacy (2001), Guerrero
- Dirge of Cerberus: Final Fantasy VII (2006), Barrett Wallace[4]
- Final Fantasy Type-0 (2011), Ryid Uruk[5]
- Final Fantasy Type-0 HD (2015), Ryid Uruk

### Doblaje
- South Park (2001-2006), Jerome "Chef" McElroy (temporada cinco a la temporada diez)